# Hysteron proteron
Het hysteron proteron (ook proteron hysteron, prothysteron of hysterologie genoemd, mv: hysteron proterons of hystera proteron; van het Grieks ὕστερον πρότερον, husteron proteron: het latere als eerste) is een stijlfiguur waarbij dat wat eerder gebeurde, later wordt genoemd. Met andere woorden: de chronologie van de feiten wordt omgekeerd.
Een voorbeeld van Hans Faverey:
Zodra ik mijn ogen opsla
is het onzichtbare mij ontglipt
en begin ik te zien wat ik zie
Andere voorbeelden zijn:
- Van hare zachte hant gesleten en gestreken.[3]
- Laten we sterven en ons midden in de strijd begeven.[4]
- Uw man is dood en laat u groeten.[5]

Een voorbeeld van Jacob van Maerlant in Spiegel Historiael over Karel de Grote:
So staerc was hi inden strijt,
Dattem gheviel meer dan tere tijt,
Dat hi eenen ridder ontwee clovede
Vanden sittene toten hovede
De ridder wordt hier in tweeën gekliefd van hoofd tot zadel, maar omwille van het rijm keert de dichter de volgorde om en eindigt met hovede, hoofd.
Het paard achter de wagen spannen is een gezegde dat verwijst naar een verkeerde aanpak of onjuiste volgorde. Als hiermee in overdrachtelijke zin bedoeld wordt een onjuiste chronologische volgorde is er sprake van hysterologie.

## Logica
In de logica en bewijsvoering is het een bewijs uit een stelling die bewezen kan worden door ditzelfde bewijs, een cirkelredenering. Bijvoorbeeld:
- De Bijbel is Gods woord, want er staat geschreven "Al de Schrift is van God ingegeven".[7]